# طالب السهيل التميمي
طالب علي السهيل التميمي (1930 - 12 نيسان/أبريل 1994) سياسي عراقي يحمل الجنسية الأردنية معارض لنظام الرئيس العراقي السابق صدام حسين واحد قادة محاولة اغتيال فاشلة كانت مقررة في 17 تموز/يوليو 1993 للإطاحة بصدام حسين بعد حرب الخليج الثانية.

الشيخ طالب السهيل التميمي مع حاكم الكويت صباح الأحمد الصباح

## النفي

الشيخ طالب السهيل التميمي مع الملك الحسين الهاشمي

كان طالب السهيل قريبا من العائلة الهاشمية في كل من العراق والأردن ويروى عن علاقة طفولة بينه وبين الملك حسين امتدت حتي فترة طويلة. في عهد عبد الكريم قاسم، عام 1959، اُعتقلَ طالب لعلاقاته ولقاءاته مع الملحق العسكري المصري الصاغ بدر وخرج بعد ذلك تاركا قصره (قصر طالب) في منطقة ابي غريب إلى المنفي في الأردن، حيث بقي في ضيافة الملك حسين الذي عينه مستشارا للشؤون العراقية. وعمل وقتها بالتجارة وتربية الخيول العربية الأصيلة. عاد فترة إلى العراق إثر إصدار الرئيس عبد الرحمن عارف عفواً عاماً شمله في عام 1968.

## عائلته
طالب السهيل هو الابن الثاني للشيخ علي السهيل من اصل سبع أبناء هم غالب وطالب وعبد الملك وأحمد وعبد الرحمن وغضبان وحابس وعبد الكريم. وتعد عائلة السهيل زعيمه لقبيلة بني تميم في عموم العراق حيث كان الشيخ حسن السهيل أميرا لقبيلة بني تميم.

## اغتياله
اغتيلَ السهيل برصاصتين بمسدس كاتم للصوت بمنزله في لبنان في عام 1994 عندما كان في زيارة عائلية هنالك مع زوجته للتحضير لحفل زواج ابنته. وجهت أصابع الاتهام إلى المخابرات العراقية والمخابرات الأمريكية. كانت الولايات المتحدة ترفض السهيل بديلاً لصدام حسين ولم ترَ به الشخص القادر على قيادة العراق إلى النظام الذي تراه مناسبا. انتهى مصير كل من شارك بمحاولة اغتيال صدام حسين إلى الموت. ألقي القبض بعد اغتيال السهيل على أربعة دبلومسيين عراقيين وتطور الأمر لاحقاً إلى قطع العلاقات العراقية اللبنانية لعدة سنوات.
اعتبر المدعي العام التمييزي منيف عويدات في 12 كانون الأول/ديسمبر 1994 أن الدبلوماسيين لا يتمتعون بحصانة  بسبب قطع العلاقات الدبلوماسية بين البلدين وأن التهمة الموجهة لهم كانت جريمة حرب وبالتالي تتيح له احتجازهم. بقي الأربعة دبلوماسيين محتجزين في سجن رومية مدة 33 شهراً، حيث توفي أحدهم وهو خالد عودة الجبوري بتاريخ 29 حزيران/يونيو 1995، نتيجة انفجار في الدماغ، أثناء وجوده في السجن. ليصدر بعد ذلك قاضي التحقيق في بيروت، وليد العاكوم، قراره الظني بعدم الاستماع الي الدعوى بحق الدبلوماسيين العراقيين الثلاثة الباقين، لتمتعهم بالحصانة، ولعدم صلاحية المحكمة، وأقر إعدام جورج ترجانيان (أرمني) كانت قد وجهت له تهمة المساهمة في الاغتيال حسب النيابة العامة،
في 13 كانون الثاني/يناير 1997 أمر القاضي سعيد ميرزا بإخلاء سبيل الدبلوماسيين الثلاثة، كما أطلق جورج ترجانيان بكفالة. وغادر الدبلوماسيون لبنان إلى العراق مرورا بسوريا وذلك بعد أن منعتهم تركيا من المرور بأراضيها، وتأهبت السلطات الأردنية للقبض عليهم في حالة مرورهم من خلال أراضيها؛ إذ كان السهيل يحمل الجنسية الأردنية. تم تبادل الإتهامات والاحتجاجات بين لبنان والأردن على إثر إطلاق سراح الدبلوماسيين العراقيين. وقامت سوريا بفتح معبر البوكمال المغلق منذ سنين مع العراق لمدة 3 ساعات يوم 25 كانون الثاني/يناير حتى يتسنى لهم المغادرة إلى العراق. عادت العلاقات الدبلوماسية اللبنانية العراقية على أثر ذلك. وثارت أقاويل عن تحويل جزء من الواردات العراقية التي كانت تاتي عن طريق ميناء العقبة إلى ميناء بيروت.
عوض فخري القائم بأعمال السفارة العراقية في لبنان وقت اغتيال السهيل تسلم بعد سقوط بغداد دائرة الشؤون العربية في وزارة الخارجية العراقية. وسافر عام 2005 إلى لبنان للعمل على رفع التمثيل الدبلوماسي ما بين العراق ولبنان إلى مستوى السفراء.
في عام 2007 أمر الرئيس جلال طالباني باستقبال والترحيب لعائلة الشيخ طالب السهيل ضمن احتفال خاص أقيم على شرف السهيل.